# Бяседа
Бяседа — заслуженный коллектив РБ, ансамбль народной музыки Национальной государственной телерадиокомпании Республики Беларусь, под руководством композитора, народного артиста Республики Беларусь Леонида Захлевного. Известен широкой аудитории по песням «За маладых», «Чарка на пасашок», «Запрагай-ка, бацька, лошадзь», «Ой, вішэнькі», «Мы вам жадаем», «Маруся», «Звіняць звончыкі» и многим другим. Благодаря «Бяседе» белорусскую песню знают в Европе и Азии.
Слово «бяседа» в переводе с белорусского языка на русский означает «разговор», а на застолье приходят самые близкие люди, в тёплом кругу которых звучат народные песни.
В основе репертуара ансамбля лежит народная музыка. 
На концертах «Бяседы» сочетаются хоровые, сольные и инструментальные номера.
Репертуар ансамбля широк по своему диапазону, он состоит из белорусских народных песен различных жанров: лирических и шуточных, посвящённых семейным торжествам, народным обрядам. 
Эти песни являются неотъемлемой частью духовной жизни белорусского народа. 
В репертуаре представлены песни и на русском языке. Большая часть песен репертуара ансамбля обработана или написана художественным руководителем Леонидом Захлевным и ведущим музыкантом коллектива Николаем Алешко.
Коллектив активно гастролирует, записи ансамбля пополняют фонд белорусской музыки. Артисты часто принимают участие в популярных программах.
В 2015 году ансамбль «Бяседа» совершил турне по 17 городам Беларуси, приняв участие в масштабной акции под названием «Любіць Беларусь».
Неоднократно участвовал в международных фольклорных фестивалях: «Славянский базар в Витебске», «Фестиваль белорусской песни и поэзии» (г. Молодечно), «Дожинки» и многих других.

## Участники ансамбля
Татьяна Лазовская и Валентин Кириленко, уроженцы белорусской глубинки, пришли в ансамбль в конце 90-х годов, выступают не только как солисты, но и как ведущие всех концертных программ «Бяседы». Сегодня без них уже сложно представить ансамбль.
В 2012 году в коллектив пришла Юлия Захарова  и органично влилась в него.
Самая молодая артистка Анастасия Григорьева работает в ансамбле с конца 2017 года.
В инструментальной группе ансамбля «Бяседа» трудятся музыканты, каждый из которых не только владеет несколькими народными инструментами, но и поет .
Музыкальный руководитель коллектива — гармонист и баянист, композитор Николай Алешко.

## Дискография
2010-CD 1
1. Хлеб ды соль (муз. Л.Захлеунага, сл. Л. Пранчака)
2. Каля саду (муз. М. Алешкі, сл. народныя)
3. Заручыны (муз. Л.Захлеунага, сл. Т. Атрошанкі)
4. Вяселле віруе (муз. М. Алешкі, сл. У. Пецюкевіча)
5. Навасельная (муз. Д. Далгалева, сл. У. Пецюкевіча)
6. Ой, я жыта ды не сеяла (Беларуская народная песня)
7. Ой, зіма (Беларуская народная песня)
8. Святы вечар (муз. Л.Захлеунага, сл. Л. Кебіч)
9. Каляда (муз. Л.Захлеунага, сл. народныя)
10. Ой, вішэнькі (Беларуская народная песня)
11. Марусенька (Беларуская народная песня)
12. Вясковы найгрыш (муз. М. Алешкі)
13. А ты ехаў (Беларуская народная песня)
14. Любіў казачэнька (Беларуская народная песня)
15. Хлопцы-малойцы (муз. М. Алешкі, сл. У. Пецюкевіча)
16. А ў садзе рэчанька (Беларуская народная песня)
17. Беларускі хлебны квас (муз. Л.Захлеунага, сл. У. Мазго)
18. Як хацела мяне маці (Беларуская народная песня)
19. За маладых (муз. М. Алешкі, сл. У. Пецюкевіча)
20. Чарка на пасашок (муз. А. Балотніка, сл. А. Лягчылава)
21. Спявай бяседа (муз. Л.Захлеунага, сл.Л. Пранчака)
2010-CD 2
1. Ой, у лузе пры дарозе (Беларуская народная песня)
2. Маруся (Беларуская народная песня)
3. Ой, у зялёненькім садочку (Беларуская народная песня)
4. Звіняць, звіняць звончыкі (Беларуская народная песня)
5. А ў лузе каліна (Беларуская народная песня)
6. Ой, ляцелі гусі з броду (Беларуская народная песня)
7. Полька Фенька (муз. А. Балотніка)
8. Што-то за хлопец (Беларуская народная песня)
9. Мужанёк-памочнік (муз. М. Алешкі, сл. А. Гарбацэвіч)
10. Ой, з-пад гары (Беларуская народная песня)
11. Ой, я маю чорны бровы (Беларуская народная песня)
12. Ой, што там за шум (Беларуская народная песня)
13. Каліна-маліна (Беларуская народная песня)
14. Ой, нясі, мой косю (муз. М. Алешкі, сл. У. Пецюкевіча)
15. Запрагай-ка, бацька, лошадзь (Беларуская народная песня)
16. Былі у мяне сваты (муз. М. Алешкі, сл. А. Гарбацэвіч)
17. Ва зялёным гаю (муз. Л.Захлеунага, сл. народныя)
18. Ай, ды полька (муз. М. Алешкі, сл. У. Пецюкевіча)
19. Вечарынка (муз. Л.Захлеунага, сл. У. Мазго)
20. Чарка на пасашок (муз. А. Балотніка, сл. А. Лягчылава)
21. Люблю наш край (муз. М. Равенскага, сл. К. Буйло)

## Репертуар
•А в окошке свет
•А на вуліцы грамы
•А у Маруси хата на памосте
•А ў полі дуб зялёны
•А ў садзе рэчанька
•Аглаблёвая
•Аграгарадок
•Ай ды полька
•Ах, любовь, любовь 
•Ах, Татьяна Фёдоровна
•Балада пра сыноў
•Бацькоў не забывай
•Беларуски хлебны квас
•Белая Русь
•Белы сад
•Будзь здаровы, гаспадар
•Бульба
•Были у мяне сваты
•Вішнёвы сад
•Ва зялёным гаю  
•Ветрам лугавым
•Вечарынка 
•Вёсачка
•Вішанька
•Вяночак-таночак
•Вяселле віруе
•Вясельны звон
•Гарацкая не такая
•Гарыць касцёр
•Грымата
•Гэй, мой конік вараны
•Дажынкі
•Дзень добры, родныя мясціны 
•Для тебя все лучшие цветы
•Ехали казачэньки
•Жураўліная песня
•Жывая крыніца
•За зялёным гаем
•Замуж выйсці трэба знаць
•Запаветны бераг
•Звіняць, звіняць звончыкі
•Зяць старадарожскі
•Кірмаш гудзе
•Казацкая стэповая
•Каліна-ягада
•Каля млына
•Каляда
•Каравай
•Крапівушка 
•Кума
•Люблю наш край
•Ляцеў воран
•Марусенька
•Маруся
•Мая любая мамачка, мама мая
•Месяц ясны
•Мужанёк-памочнік
•Мы вам жадаем
•На вуліцы мокра 
•На забор сасна пахілілася
•На сцяжынцы вечаровай 
•Нам друг без друга жить никак нельзя
•Не вер каню ў дарозе
•Не гукай на пагулянку
•Не пытайся, маці
•Неман-рака
•Ой развівайся, ды сухі дубе
•Ой, ляцели гуси
•Ой, нясi, мой косю
•Ой, с пад гары 
•Ой, у лузе
•Ой, у полі азярэчка
•Ой, што там за шум 
•Ой, я жыта ды не сеяла
•Песня бабыля
•Пшеница золотая
•Родная хата
•Рушнікі
•С Днём рождения, Победа!
•Святы вечар
•Спявай, душа
•Спявай, душа народная
•Сустрэча з домам
•Тальяночка-тальянка
•Ты квітней, мой сад
•У месяцы верасни
•У реки, у речки 
•Усе гульнi каля броду
•Усё діулюся дзе мая Маруся
•Хлеб ды соль
•Хлопцы-малойцы
•Цякла рэчка
•Чарка на пасашок
•Эх, вяселле
•Эх, туман
•Ягода хмельная
•Як хацела мяне маць